# Neoporteria sociabilis
Neoporteria sociabilis là một loài thực vật có hoa trong họ Cactaceae. Loài này được F. Ritter mô tả khoa học đầu tiên.